# Brzeszcze (gemeente)
De gemeente Brzeszcze is een stad- en landgemeente in het Poolse woiwodschap Klein-Polen, in powiat Oświęcimski.
De zetel van de gemeente is in Brzeszcze, andere plaatsen in de gemeente zijn Przecieszyn, Skidziń, Jawiszowice, Wilczkowice, Zasole.
Op 30 juni 2004 telde de gemeente 21 607 inwoners.

## Oppervlakte gegevens
In 2002 bedroeg de totale oppervlakte van gemeente Brzeszcze 46,13 km², waarvan:
- agrarisch gebied: 56%
- bossen: 12%

De gemeente beslaat 11,36% van de totale oppervlakte van de powiat.

## Demografie
Stand op 30 juni 2004:
| Omschrijving                   | Totaal | Totaal | Vrouwen | Vrouwen | Mannen | Mannen |
| ------------------------------ | ------ | ------ | ------- | ------- | ------ | ------ |
| eenheid                        | aantal | %      | aantal  | %       | aantal | %      |
| inwoners                       | 21 607 | 100    | 11 031  | 51,1    | 10 576 | 48,9   |
| bevolkingsdichtheid (inw./km²) | 468,4  | 468,4  | 239,1   | 239,1   | 229,3  | 229,3  |

In 2002 bedroeg het gemiddelde inkomen per inwoner 1575,23 zł.

## Aangrenzende gemeenten
Kęty, Miedźna, Oświęcim, Wilamowice